# Dúpna
Dúpna (702 m n.p.m.) – szczyt w Sulowskich Wierchach na Słowacji. Wznosi się nad wsią Malé Lednice.
Dúpna znajduje się w południowej części Sulowskich Wierchów zwanej Sulowskimi Skałami, na grzbiecie ciągnącym się od Žibrida (867 m) w kierunku południowo-zachodnim przez szczyt Dubica, przełęcz Marek, szczyty Vysoký vrch i Tisová do Dúpnej. Południowo-zachodni stok Dúpnej opada do Domanižanki, południowo-wschodni do doliny wsi Malé Lednice, po północno-zachodniej stronie sąsiaduje ze szczytem Roháč.
Dúpna jest porośnięta lasem, ale jej grzbiet jest w dużej części skalisty. Wschodnimi i północnymi zboczami biegnie szlak turystyczny.
  Domaniža, Rybniky – Dúpna – Sedlo pod Dúpnou – Tisová – Bodiná.